# Pachyramphus major
Caneleiro-mexicano ou caneleiro-de-colar-cinzento (Pachyramphus major) é uma espécie de ave da família Tityridae.
Pode ser encontrada nos seguintes países: Belize, El Salvador, Guatemala, Honduras, México e Nicarágua.
Os seus habitats naturais são: florestas secas tropicais ou subtropicais , florestas subtropicais ou tropicais húmidas de baixa altitude e regiões subtropicais ou tropicais húmidas de alta altitude.